# Sphingonotus erythropterus
Sphingonotus erythropterus är en insektsart som beskrevs av Sjöstedt 1920. Sphingonotus erythropterus ingår i släktet Sphingonotus och familjen gräshoppor. Inga underarter finns listade i Catalogue of Life.